# Eugène Sixdenier
Eugène Sixdenier, né le 8 septembre 1908 à Saint-Germain-du-Bois (Saône-et-Loire) et mort le 2 février 2000 dans le 13e arrondissement de Marseille (Bouches-du-Rhône),, était un aviateur français, devenu célèbre comme pilote d'essai. Il participa notamment aux essais du Dassault Mirage III.